# Ashfall
Ashfall (en hangul, 백두산; en hanja, 白頭山; romanización revisada, Baekdusan), también conocida como Montaña Paektu, es una película de acción surcoreana de 2019, dirigida por Lee Hae-jun y Kim Byung-seo. Protagonizada por Lee Byung-hun, Ha Jung-woo, Ma Dong-seok, Bae Suzy y Jeon Hye-jin. Se estrenó en diciembre de 2019 en Corea del Sur.

## Sinopsis
El volcán en la montaña Baekdu hace erupción repentinamente, causando varios terremotos tanto en Corea del Norte como en el Sur. El caos reina en la península de Corea cuando se predicen más erupciones.
Para prevenir un desastre mayor, Jeon Yoo-kyung (Jeon Hye-jin) planea una operación basada en la teoría del profesor Kang Bong-rae (Ma Dong-seok), quien ha estudiado la montaña  Baekdu y sus posibles erupciones.
Jo In-chang (Ha Jung-woo) es el capitán del equipo de fuerzas especiales y es asignado a la operación que mantiene el destino de ambas Coreas en la balanza. Él contacta a Lee Joon-pyeong (Lee Byung-hun), un espía norcoreano, para realizar la operación conjuntamente. Mientras, su esposa embarazada, Choi Ji-young (Bae Suzy), está sola en Seúl intentando sobrevivir en medio del desastre.

## Reparto

### Elenco principal
- Lee Byung-hun[7][8] como Lee Joon-pyeong.
- Ha Jung-woo[9] como Jo In-chang.
- Ma Dong-seok[10] como Kang Bong-rae.
- Bae Suzy[11][12] como Choi Ji-young.
- Jeon Hye-jin[13] como Jeon Yoo-kyung.

### Elenco secundario
- Ok Ja-yeon como la sargento Min.
- Kim Si-a como Soon-ok, la hija de Joon-pyeong.[14]

### Elenco invitado
- Yang Dae-hyuk como un agente en la sala 2.

## Lanzamiento
Fue estrenada el 19 de diciembre de 2019 en Corea del Sur, el 20 de diciembre en los Estados Unidos, el 24 de diciembre en Taiwán, 1 de enero de 2020 en Hong Kong, el 2 en Singapur y Malasia, el 8 en Indonesia, el 9 en Tailandia y Australia y el 31 en Vietnam.